# 人民权利党 (巴基斯坦)
人民权利党（缩写为HKP）是巴基斯坦的一个托洛茨基主义政党。该党成立于2022年，由几个左翼团体组成，前身是人民权利运动。该党的主席是法鲁克·塔里克，总书记是阿马尔·阿里·扬。该党是进步国际的成员。在2024年巴基斯坦大选中，该党提名3名候选人，其中2名竞选国民议会席位，1名竞选旁遮普省议会席位。